# Ла-Виль-о-Буа
Ла-Виль-о-Буа́ (фр. La Ville-aux-Bois) — коммуна во Франции, находится в регионе Шампань — Арденны. Департамент — Об. Входит в состав кантона Сулен-Дюи. Округ коммуны — Бар-сюр-Об.
Код INSEE коммуны — 10411.
Коммуна расположена приблизительно в 180 км к востоку от Парижа, в 70 км южнее Шалон-ан-Шампани, в 50 км к востоку от Труа.

## Население
Население коммуны на 2008 год составляло 19 человек.
| 1962 | 1968 | 1975 | 1982 | 1990 | 1999 | 2008 |
| ---- | ---- | ---- | ---- | ---- | ---- | ---- |
| 7    | 12   | 11   | 14   | 18   | 12   | 19   |

## Экономика
В 2007 году среди 13 человек в трудоспособном возрасте (15—64 лет) 10 были экономически активными, 3 — неактивными (показатель активности — 76,9 %, в 1999 году было 77,8 %). Из 10 активных работали 7 человек (5 мужчин и 2 женщины), безработных было 3 (0 мужчин и 3 женщины). Среди 3 неактивных 0 человек были учениками или студентами, 1 — пенсионером, 2 были неактивными по другим причинам.

## Достопримечательности
- Церковь Успения Богоматери (XII век). Памятник истории с 1984 года[3]

## Фотогалерея

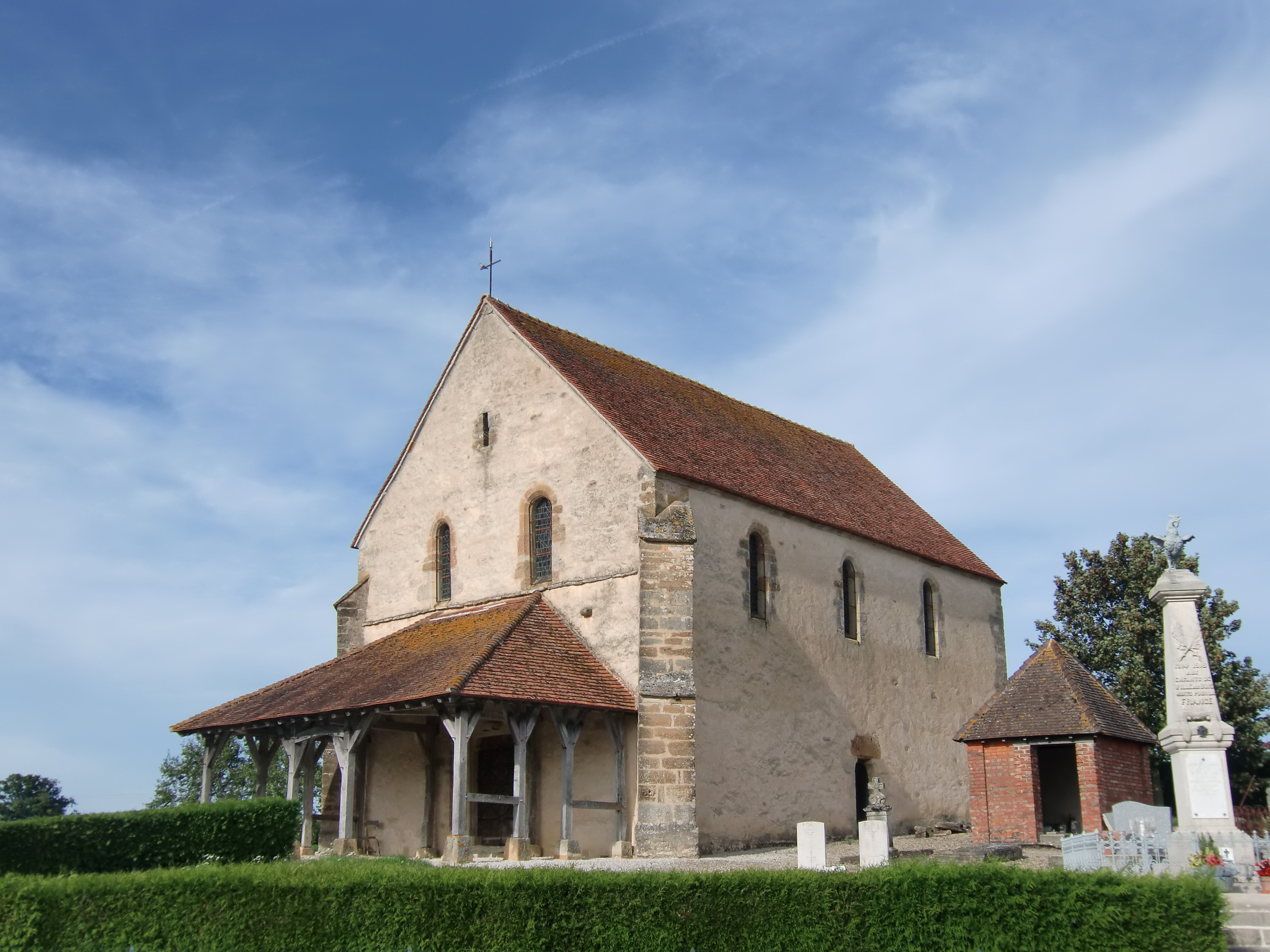
Церковь Успения Богоматери
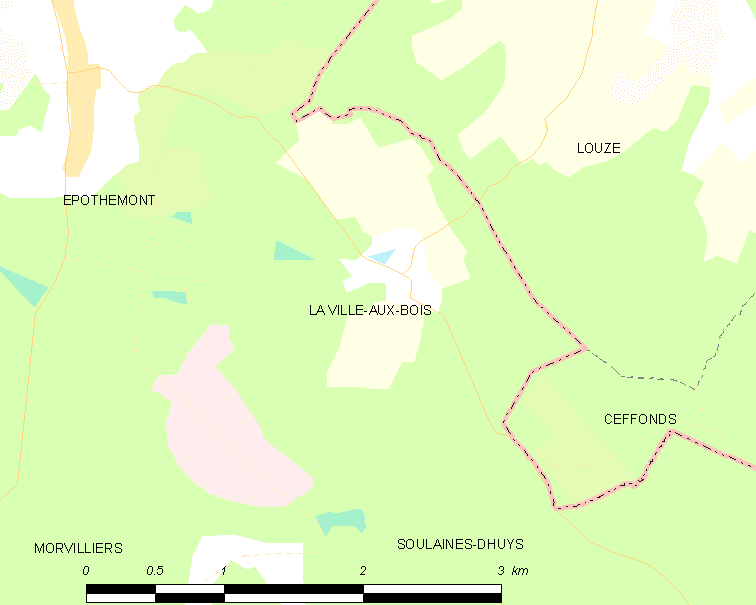
Карта коммуны